# Gefjun Corona
Gefjun Corona est une corona, formation géologique en forme de couronne, située sur la planète Vénus par -33,5° S et 98,5° E. Elle est localisée dans le quadrangle de Juno Chasma. Elle a été nommée en référence à Gefjun, déesse nordique de la fertilité. 

## Géographie et géologie
Gefjun Corona couvre une surface circulaire d'environ 300 km de diamètre. 